# Lenka Marušková
Lenka Marušková, nata Hyková (Plzeň, 2 febbraio 1985), è una tiratrice a segno ceca.

## Palmarès

### Olimpiadi
- 1 medaglia:
  - 1 argento (Atene 2004 nella pistola 25 metri)

### Mondiali
- 2 medaglie:
  - 1 bronzo (Monaco 2010 nella pistola 25 metri)
  - 1 bronzo (Monaco 2010 nella pistola 25 metri - squadre)